# Баянхангай
Баян-Унжуул (монг. Баян-Өнжүүл) — сомон аймака Туве, Монголия.
Центр сомона — Улаанхад находится в 12 километрах от города Зуунмод.
Есть школа, больница, центры торговли.

## География
На территории сомона расположены горы Хустай (1843 метров), Улаанхад (1435 метров), широкие долины Аргал и Улаанхад.

## Экономика
В сомоне насчитывается 37 000 голов скота.